# Черногузка (приток Западной Двины)
Черногузка — река в Куньинском районе Псковской области, правый приток Западной Двины.
Длина реки составляет около 25 км. Исток реки находится к югу от Алексеевского озера, вытекая из которого течёт с изгибами сперва на юго-запад, протекает через озеро Кузьминское, затем поворачивает на юг и юго-восток, протекает через озеро Черногуз, после чего течёт в юго-восточном и восточном направлениях и впадает в Западную Двину.
Прибрежные деревни: Алексеевка (нежил.), Коханино, Кузьмино, Пурышкино, Долговица, Ковали (на берегу озера Черногуз), Пузаново, Починки, Жигули, Паньково в составе Долговицкой волости Куньинского района.